# Polska Agencja Informacji Handlowej
Polska Agencja Informacji Handlowej (PAIH) – polska instytucja wywiadu gospodarczego, utworzona w grudniu 1932 jako firma pozornie prywatna, z siedzibą w Warszawie. PAIH Została utworzona z kredytów Ministerstwa Spraw Wojskowych (Biura Wojskowego Ministerstwa Przemysłu i Handlu) i podlegała Oddziałowi II Sztabu Generalnego WP.

## Cele
PAIH powstała w odpowiedzi na działalność instytucji wywiadu gospodarczego, które ze względu na nieograniczony formalnie zakres działalności i brak efektywnej kontroli ze strony państwa polskiego, stanowiły istotne źródło informacji dla krajów zagranicznych – według oceny polskiego wywiadu, będąc przy tym wykorzystywanych przez służby wywiadowcze państw obcych do zbierania informacji (świadomie, nieświadomie, lub drogą nielegalną) ze strategicznych sektorów przemysłu polskiego i wykorzystywania ich (przez określone wywiady zagraniczne) do analizy potencjału obronnego Polski.

## Działalność
Zakres działalności prowadzonej przez PAIH, wykonywanych na zlecenie Oddziału II Sztabu generalnego WP, koncentrował się na zadaniach o charakterze profilaktycznym. PAIH prowadziła wywiady dotyczące zlecanych zagadnień, dostarczała informacji i opinii o przedsiębiorstwach działających na terytorium II Rzeczypospolitej, dostawcach i firmach mających kontakty z Wojskiem Polskim. W raportach PAIH oceniano ich lojalność wobec państwa polskiego, a także poziom ogólnej kompetencji (np. fachowość, odpowiedzialność finansowa).
Sieć informacyjna PAIH pełniła stwarzała także pewne możliwości i ułatwienia dla wywiadu wojskowego (Oddział II Sztabu Generalnego WP), które wykraczały poza zagadnienia typowo ekonomiczne – dotyczyło to analizy ujemnego wpływu różnych zjawisk gospodarczych i zachowań określonych przedsiębiorstw (zagranicznych oraz polskich), na interesy i funkcjonowanie polskiego przemysłu zbrojeniowego i obronnego. W związku z tym PAIH na bieżąco sporządzał analizy tematyczne (na zlecenie Oddziału II SG WP, według instrukcji Sekretariatu Komitetu Obrony Rzeczypospolitej), w których prezentował szkodliwy wpływ na obronność kraju różnych operacji gospodarczych w sektorze przemysłu i handlu prywatnego – opartego na kapitale obcym (firmy o przewadze w strukturze akcjonariatu podmiotów zagranicznych).
Zadania dla wywiadu wojskowego realizował praktycznie wydział „S” w PAIH, sporządzając okresowo szczegółowe studium kluczowych gałęzi gospodarki, przemysłu i handlu, analizując ich stan pod kątem interesów i potrzeb obronności kraju oraz samowystarczalności gospodarczej. Wydział „S” sporządzał raporty poświęcone przemysłowi artykułów precyzyjnych, produkcji energii elektrycznej, akumulatorowemu, samochodowemu, chemicznemu i cementowemu – oraz drzewnemu, mineralnemu, obuwniczemu, dostaw skór surowych dla wojska itp. Osobne analizy dotyczyły sektora handlu hurtowego.
Analizy przeprowadzone przez PAIH np. w roku 1937, wskazywały na istnienie niekorzystnych zjawisk w gospodarce polskiej, mających miejsce w wybranych firmach z przewagą kapitału zagranicznego działających na terytorium II Rzeczypospolitej, m.in. trzykrotne zmniejszenie produkcji ołowiu (firmy „Giesche”, „Gepner”, „Wyrgumet”) – w czasie gdy kraje sąsiadujące z Polską zwiększyły znacznie produkcję tego metalu, przeciwstawianie się projektom uniezależnienia produkcji w polskim przemyśle tłuszczowym do importu surowców zagranicznych (wspólne porozumienie firmy o kapitale brytyjskim „Schicht-Lever SA” i firmy o kapitale niemieckim „Zakłady Przemysłowe E. Kołłontaya”), zwalczanie polskich firm działających w przemyśle akumulatorowym przez podmioty zagraniczne (koncern o przewadze kapitału niemiecko-szwedzkiego, oparty na firmach „Ericsson” i „Niffe”), nieprawidłowe księgowanie i rabunkowa gospodarka (spółka francuska zarządzająca Elektrownią Warszawską – „Compagnie d’Electricité à Varsovie”), likwidacja podmiotów polskiego przemysłu cukrowniczego przez zagraniczny kartel cukrowniczy pod pretekstem ich nierentowności (godziło to w interesy w zakresie obrony państwa polskiego, z uwagi na istotne znaczenie dla zaopatrzenia armii w czasie wojny w cukier, melasę i wytłoki buraczane), zorganizowane współdziałanie kluczowych dostawców skór surowych dla wojska w celu zawyżenia cen rynkowych tego surowca (porozumienie firm „A. Hartfeil, Temler i Szwede SA”, „L. Ch. Blunck”, „Bracia Pfeiffer”), i tym podobne zjawiska.

## Finansowanie i rozwój
Działalność PAIH oparta była początkowo na zasadzie finansowej samowystarczalności i rentowności. Dalszy rozwój wymagał jednak pozyskania dofinansowania z funduszy wywiadu. W latach 1932–1934 Oddział II Sztabu Generalnego WP przekazał PAIH subsydia w wysokości 2–4 tys. złotych miesięcznie. Osobno rozliczane były raporty i wywiady – za jedno opracowanie tego typu PAIH otrzymywała ok. 100-200 złotych od zleceniodawców (Oddział II Sztabu Generalnego WP, Samodzielne Referaty DOK, Ministerstwo Przemysłu i Handlu oraz inne resorty). W 1936 pozwoliło to na osiągnięcie zysku z działalności PAIH, w wysokości 36 000 złotych polskich.
Rozbudowa struktury PAIH miała miejsce w latach 1934–1937, kiedy to utworzono filie terenowe w Katowicach, Łodzi, Gdyni, Poznaniu i Lwowie oraz znacznie powiększono terenową sieć informacyjną – w 1937 rejestr współpracowników PAIH obejmował 4500 korespondentów terenowych i 200 wykwalifikowanych informatorów stałych, którzy zajmowali się opracowywaniem i wyjaśnianiem zagadnień specjalistycznych (branżowych).
PAIH dysponowała dodatkowo doświadczonymi pracownikami, tzw. reszerszerami (fr. rechércheur), kierowanymi do realizacji najtrudniejszych zadań – działali oni tajnie. Ogółem w PAIH działało kilkudziesięciu tajnych reszerszerów, z czego 20 na terenie Warszawy. Do 1937 aktywność agencji znacznie się nasiliła, o ile w 1934 wykonywano przeciętnie 13,6 zleceń dziennie, to w 1937 było ich już 270 dziennie. Około 10% tych zadań przypadało na Oddział II Sztabu Generalnego WP, a reszta na resorty gospodarcze, głównie Ministerstwo Przemysłu i Handlu i inne instytucje centralne.
Sposób komunikowania się PAIH z centralą Oddziału II Sztabu Generalnego WP (oraz innymi instytucjami centralnymi), odbywał się za pomocą poufnych kanałów porozumiewania się i łączności, mimo iż agencja działała jako zarejestrowana firma prywatna – faktycznie będąc niejawną placówką wywiadu gospodarczego. W Warszawie informacje i instrukcje przekazywane były drogą dyskretnych kontaktów osobistych. Napływające zlecenia z Samodzielnych Referatów DOK, kierowano pocztą poleconą pod umowny adres prywatny przy ul. Czackiego 6 w Warszawie, lub do jednego z wyznaczonych urzędników cywilnych referatu ochrony wydziału II b kontrwywiadowczego (Oddziału II SG WP) na ul. Senatorskiej 35.

## Zakończenie
PAIH w okresie swojej działalności wykonał wiele analiz wykorzystywanych przez instytucje centralne i Oddział II Sztabu Generalnego WP, który traktował je niekiedy z rezerwą i sceptycyzmem. Oddział II SG WP w przypadku wątpliwości weryfikował wybrane raporty dla kontroli, za pomocą własnych źródeł wywiadowczych. Pod koniec 1937 Oddział II SG oceniał materiały PAIH stosunkowo wysoko, w większości określając je jako „dobre” lub „bardzo dobre”. Podejmowano próby wykorzystania działalności PAIH w zakresie wywiadu głębokiego na terenie Niemiec, ze szczególnym uwzględnieniem sektorów przemysłu niemieckiego mających kluczowe znaczenie dla obronności i sektora zbrojeniowego III Rzeszy. Do 1939 zdołano utworzyć jedną placówkę wywiadowczą opartą na filii zagranicznej PAIH, wykorzystywano również niektóre placówki handlu zagranicznego w celu pozyskiwania informacji.
Działalność PAIH w stosunku do skali penetracji gospodarczej stosowanej głównie przez Niemcy w międzywojennej Polsce (różne instytucje wywiadu gospodarczego), była znacznie mniejsza. Wynikało to z lepszej organizacji tego typu struktur, rozwijanych w Niemczech już od 1918 (główne z nich to Sonderdienst Nuntia – przejęta przez Abwehrę w 1930 organizacja wywiadu ekonomicznego, czy Sicherheitsdienst IG Farben Leverkusen – wywiad gospodarczy koncernu IG Farben obejmujący swym zasięgiem ponad 11 największych zakładów przemysłowych i ich placówek zagranicznych), oraz z przesadnie ostrożnej polityki polskiego ministra spraw zagranicznych – Józefa Becka, który w obawie przed „zadrażnianiem stosunków” nie wywierał wystarczającego nacisku na ten typ działalności wywiadu, dając tym samym dużą przewagę Niemcom w wywiadzie ekonomicznym.
Analizy agencji nie mogły wpłynąć w istotny sposób na układ stosunków ekonomiczno-wojskowych istotnych dla państwa, pomogły jednak ograniczyć niekorzystne z punktu widzenia potencjału obronnego kraju zjawiska, będące przejawem nielojalności wybranych firm i przedsiębiorstw, kontrolowanych przez kapitał zagraniczny.
PAIH przestała istnieć we wrześniu 1939 wraz z likwidacją struktur wywiadu polskiego (w tym Oddziału II Sztabu Generalnego WP), po klęsce Polski w kampanii wrześniowej. Część pracowników PAIH przeszła do konspiracji, gdzie pełniła różne zadania związane z wcześniejszym profilem działalności agencji.